# Voleibol masculino do Botafogo de Futebol e Regatas
A equipe de voleibol masculino do Botafogo de Futebol e  Regatas foi um dos principais e mais tradicionais times de voleibol do Brasil.
O Fogão foi tetracampeão brasileiro nos anos de 1971, 1972, 1975 e 1976, por 23 oportunidades foi o Campeão Carioca, além do tricampeonato  do Campeonato Sul-Americano de Clubes nos anos de 1971, 1972 e 1977.
O Alvinegro retornou a montar um time masculino de voleibol em 2013, após 29 anos sem competir nas principais competições da elite do voleibol nacional, sua última  participação entre as grandes equipes foi em 1984,  quando concluiu no quinto lugar na Taça Brasil, somente competindo em torneios a nível regional, como a Copa Rio e o Estadual, participando pela última vez do Campeonato Carioca de 2011, quando foi bronze. Com a retomada ao voleibol o fogão disputou a primeira edição da Supercopa .
Os nomes do passado que fizeram a  história do Alvinegro foram:Mário Borges,  Paulo Borges,  Sylvio Proença, Alberto Sá,  Virgílio Sá, Ary Miranda da Cunha, Ruy Marcondes,  Ayryfredo Bicudo, Nélson Sanctos, José Antônio,   Gabriel Paes,  Paulo Valente e  Glader Caldas[carece de fontes?].
Na contemporaneidade já defenderam as cores do Fogão nomes como: Bebeto de Freitas, Carlos Arthur Nuzman,  Ary da Graça Filho , Enio Figueiredo,   Suíço ,  Quaresma,   Mário Dunlop, Marcus Vinícius Freire,  Tande, Paulão, José Ricardo, Badalhoca, Antônio e Pina, Marco Aurélio,  Nelsinho, Careca e Mauro George.

## Histórico

### Resultados obtidos nas principais competições
| CONTINENTAIS   | CONTINENTAIS                       | CONTINENTAIS | CONTINENTAIS |
|                | Competição                         | Títulos      | Temporadas |
| -------------- | ---------------------------------- | ------------ | --- |
|                | Campeonato Sul-Americano de Clubes | 3            | 1971, 1972 e 1977 |
| NACIONAIS      |                                    |              | |
|                | Competição                         | Títulos      | Temporadas |
| Brasil         | Superliga - Série A                | 4            | 1971, 1972, 1975 e 1976 |
| Brasil         | Superliga - Série B                | 1            | 2019 |
| ESTADUAIS      |                                    |              | |
|                | Competição                         | Títulos      | Temporadas |
| Rio de Janeiro | Campeonato Carioca                 | 24           | 1938, 1939, 1940, 1941, 1942, 1944, 1945, 1946, 1950, 1962, 1965, 1966, 1967, 1968, 1969, 1970, 1971, 1972, 1973, 1974, 1975, 1978, 1979, 2007 |